# ポケット (大塚愛の曲)
「ポケット」は、大塚愛の16枚目のシングル。2007年11月7日にエイベックスよりリリース。DVD付きも同時発売された。

## 概要
- 「CDのみ」「CD+DVD」ともにジャケット写真は同一である。但し、中面の写真が異なっている。
- 初回限定版のない作品である。
- もともとこの曲は未発表曲として2006年9月9日開催のライブ「【LOVE IS BORN】 〜3rd Anniversary 2006〜」と[注釈 1][1]、2007年9月9日開催のライブ「【LOVE IS BORN】 〜4th Anniversary 2007〜」で披露された[2]。
- 大塚曰く「この曲で（音楽活動を）終わってもいいくらいの曲」「本当はリリースしたくなかった。それくらい私の想いが込められている」とのこと（「TOKYO1週間」2007年11月20日号より）。

## 収録曲
（全作詞・作曲：愛／編曲：愛×Ikoman、#1, 2, 4, 5弦編曲：岡村美央）

### CD
1. ポケット (04:51)
毎日コミュニケーションズ「マイナビ2010」CMソング（本人出演／2008年6月1日より放送）
エムティーアイ「music.jp」CMソング
2. チケット (04:30)
日本生命「みらいサポート」CMソング（本人出演／2009年10月より放送）
3. LIFE - LOVE CiRCLE (03:52)
自身にとって初の歌詞がすべて英語の楽曲。
4. ポケット(Instrumental) (04:51)
5. チケット(Instrumental) (04:29)

### DVD
1. ポケット(Music Clip)
画面右側に歌詞のテロップが縦書きで表示される。このような演出は大塚の作品としては初。

## 収録アルバム
- 『LOVE LETTER』（#1）
- 『LOVE is BEST』（#1（別バージョン）、#2）